# Cypho
Cypho is een geslacht van straalvinnige vissen uit de familie van dwergzeebaarzen (Pseudochromidae).

## Soorten
- Cypho purpurascens (De Vis, 1884)
- Cypho zaps Gill, 2004